# Alfréd Piffl
Alfréd Piffl, křtěný Alfréd Jan (13. června 1907 Kerhartice nad Orlicí – 26. června 1972 Bratislava) byl český architekt, uznávaná autorita mezi znalci dějin architektury, malíř a grafik, který na architekturu nazíral především z pohledu archeologa a památkáře. Byl horlivým zachráncem památek.
Působil jako architekt a současně se věnoval dějinám umění a architektury (např. vypracoval projekt rekonstrukce Valdštejnské zahrady v Praze podle stavu ze 17. století), byl vedoucím stavebního úřadu lobkovického panství se sídlem v Bílině a pracoval jako správce muzea a archivu v Ústí nad Labem.

## Život
Absolvoval České vysoké učení technické v Praze a ve 30. letech 20. století pracoval v reklamním oddělení podniku Baťa, kde uplatnil svůj mimořádný kreslířský talent.
V letech 1946 až 1947 shromáždil v Ústí nad Labem pro Národní kulturní komisi sbírku uměleckých děl, které na Ústecku zachránil před zloději majetku zanechaného sudetskými Němci.
V roce 1947 odešel na bratislavskou Slovenskou vysokou školu technickou, kde se stal profesorem a na deset let také vedoucím ústavu dějin architektury (od roku 1950 katedra vývoje architektury a výtvarné výchovy, od roku 1956 katedra teorie a dějin architektury, kreslení a modelování). V roce 1950 byl na dva roky zvolen děkanem nově vzniklé fakulty architektury a pozemního stavitelství.
S kolektivem spolupracovníků zpracoval podklady pro vyhlášení prvních městských památkových rezervací na Slovensku (Banská Bystrica a Banská Štiavnica). Byl jedním z iniciátorů záchrany a obnovy Bratislavského hradu, jehož rekonstrukci od roku 1952 vedl.
V roce 1957 byl ve vykonstruovaném procesu odsouzen na dva a půl roku vězení, čímž byl ovšem jako jeden z největších historiků československé architektury odepsán. Byl obviněn z pokusu o veřejné pobuřování a pomlouvání spřátelené mocnosti v dopise, který poslal své matce, ale ona jej nikdy nedostala. Po smrti prezidenta Zápotockého byl trest snížen na dva roky. Podle jiné verze bylo obvinění založeno na nepravdivém tvrzení, že objevil tajnou chodbu z Bratislavského hradu pod Dunajem do Rakouska a jí pak propašoval korunovační klenoty.
Po propuštění z vězení pracoval nejprve jako stavební dělník, potom jako projektant. V roce 1967 mu Archeologický ústav Slovenské akademie věd v Nitře nabídl místo vedoucího části výzkumu bratislavského podhradí v souvislosti s přípravou výstavby nového Mostu SNP. V letech 1966–1967 a 1971–1972 byl expertem Muzea města Bratislavy při archeologickém a stavebně-historickém průzkumu hradu Devín. Jeho poslední prací, kterou dokončil v červnu 1972, byla dokumentace torza středověké Vodní věže na dunajském nábřeží pod Bratislavským hradem.
Zemřel náhle, uprostřed své práce, na následky mozkové mrtvice.

## Dílo
Je autorem několika knih, více než tisíce obrazů, kreseb a litografií. V červnu 2007 byl oceněn in memoriam cenou města Ústí nad Orlicí.
Od roku 1991 nese jeho jméno ulice v Bratislavě-Petržalce.

## Vyznamenání
- Pribinův kříž  I. třídy 2025